# 回歸之路
是一部於2020年上映的美國運動劇情片，由蓋文·歐唐納執導，布萊德·英格爾斯比編劇，主演包括班·艾佛列克、阿爾·馬德里加爾、米凱拉·沃特金斯、詹妮娜·加萬卡和葛林·特魯曼。電影講述曾為酗酒所苦的前職業籃球奇才回到高中母校擔任體育教練。隨著球隊開始取勝，他開始正視自己酗酒的老毛病，並希望使自己踏上救贖之路。
該片由華納兄弟定檔2020年3月6日在美國上映。

## 演員
- 班·艾佛列克飾演傑克·坎寧安（Jack Cunningham）
- 阿爾·馬德里加爾飾演丹（Dan）
- 米凱拉·沃特金斯（英语：Michaela Watkins）飾演貝絲（Beth）
- 詹妮娜·加萬卡飾演安吉拉（Angela）
- 葛林·特魯曼（英语：Glynn Turman）飾演醫生
- 布蘭登·威爾森（Brandon Wilson）飾演布蘭登（Brandon）
- 海耶斯·麥克阿瑟（英语：Hayes MacArthur）飾演艾瑞克（Eric）
- 瑞秋·卡派尼（英语：Rachael Carpani）飾演黛安（Diane）
- 瑪琳·福特（英语：Marlene Forte）飾演吉兒（Gale）

## 製作
2018年6月11日，據報導，導演蓋文·歐唐納和演員班·艾佛列克再度於華納兄弟的劇情片中合作，布萊德·英格爾斯比（Brad Ingelsby）已簽約來編寫劇本，故事涉及一名前籃球明星在因酗酒而失去了家庭後，試圖透過成為母校的高中籃球隊教練來拯救自我。2018年9月26日，喜劇演員阿爾·馬德里加爾加入了演出，他在片中飾演丹（Dan），是個風度翩翩的高中數學老師，也是學校的助理教練，在總教練離職後，他支持著艾佛列克的角色。製片人珍妮佛·陶德、高登·格雷（Gordon Gray）、拉維·梅塔（Ravi Mehta）和歐康納將擔任電影的監製。2018年10月，詹妮娜·加萬卡加入演出陣容。布蘭登·威爾森（Brandon Wilson）和瑞秋·卡派尼則於2018年11月確認參演。艾佛列克表示，他藉由該片向外界講述了自己酗酒到康復的經歷。
2019年7月，電影標題正式定為；在此前，其曾命名為。2019年8月，羅伯·西蒙森被聘來為電影的配樂作曲。

### 拍攝
主要拍攝於2018年10月開始進行。

## 發行
《回歸之路》由華納兄弟原定於2019年10月18日在美國上映。之後，美國上映日延至2020年3月6日。由於2019冠状病毒病疫情的影響，導致全球電影院在《回歸之路》上映一週後關閉，使華納兄弟公司宣布於2020年3月24日發行該片的數位版。

## 迴響

### 評價
《回歸之路》在評論匯總網站爛番茄上根據119條評論而持有87%的新鮮度，平均評分為7.02／10。而在Metacritic網站上則取得68分（滿分100分），代表「普遍好評」。根據CinemaScore調查，觀眾的評價在A+至F間落於「B+」。

### 票房
在美國和加拿大，《回歸之路》與《½的魔法》、《艾瑪.》同時上映並競爭，外界預估該片能從首週末取得700萬美元左右的票房。該片於上映首日賺了260萬美元，後以850萬美元位居當週末票房排名第三。

## 外部連結
- 互联网电影数据库（IMDb）上《回歸之路》的资料（英文）
- 豆瓣电影上《回歸之路》的資料 （简体中文）